# В диких условиях (книга)
«В диких условиях» (англ. Into the Wild) — документальная книга 1996 года, написанная Джоном Кракауэром. Книга была создана на основе статьи Кракауэра «Смерть невиновного» из 9000 слов о Кристофере Маккэндлессе, которая появилась в журнале Outside в январе 1993 года. В 2007 году режиссёр Шон Пенн снял по книге одноимённый фильм с Эмилем Хиршем в роли Маккэндлесса.
«В диких условиях» — международный бестселлер, который был опубликован на 14 языках и 173 форматах. Книга включена в учебные планы многих школ и колледжей. Роман получил положительные отзывы от многих рецензентов, в то же время, Крейг Медред, репортёр из Аляски, отозвался о нём как «чём-то изобретенном» автором.

## Сюжет
Роман рассказывает реальную историю Кристофера Маккэндлесса, молодого человека из обеспеченной семьи, который в 22 года, отвергнув материальные ценности современного общества, передал все свои деньги на благотворительность, а сам стал бродягой. На протяжении двух лет (с 1990 по 1992 год) под именем Александр Супербродяга  (англ. Alexander Supertramp) он странствовал по США и Мексике, подрабатывал на случайных работах, встречал разных людей, изменивших его жизнь, пока, наконец, автостопом не добрался до города Фэрбанкс на Аляске. Здесь Кристофер Маккэндлесс поселился в суровой необитаемой части штата с небольшими запасами еды и снаряжения в старом автобусе в надежде прожить некоторое время в уединении. Через четыре месяца он умер от истощения недалеко от национального парка Денали. Спустя год Джон Кракауэр повторил шаги Маккэндлесса последних двух лет его жизни между окончанием колледжа и его смертью на Аляске.
Кракауэр интерпретирует аскетическую личность Маккэндлесса, возможно, под влиянием книг Генри Дэвида Торо и Джека Лондона. Он исследует сходство между переживаниями и мотивами Маккэндлесса и своими собственными, подробно рассказывая о собственной попытке подняться на гору Девилс-Тамб на Аляске. Кракауэр также рассказывает истории некоторых других молодых людей, которые исчезли в пустыне, таких как Эверетт Рюсс, художник и странник, пропавший без вести в пустыне Юты в 1934 году, в возрасте 20 лет. Кроме того, он описывает горе и недоумение родителей Маккэндлесса, сестры Катрины и друзей.